# Suso Mayer
Heinrich Suso Mayer OSB (* 17. April 1890 in Gansershof bei Ellwangen als Franz Mayer; † 22. Mai 1963 in Beuron) war ein deutscher Benediktiner und Kirchenrechtler.

## Leben
Nach dem Absolvieren seiner humanistischen Studien in Ellwangen trat Franz Mayer im September 1909 in die Benediktiner-Erzabtei Beuron ein und er den Ordensnamen (Heinrich) Suso erhielt. Bruder Suso Mayer legte am 19. März 1911 die zeitliche Profess und am 21. März 1914 die Ewige Profess ab. Er studierte von 1911 bis 1915 Philosophie und Theologie in Maria Laach und Beuron. Im Ersten Weltkrieg leistete er Militärdienst als Sanitätssoldat. Nach der Priesterweihe am 10. August 1920 studierte Pater Suso von 1920 bis 1923 am Benediktinerkolleg S. Anselmo in Rom Kirchenrecht und erwarb 1923 den Dr. iur. can.
Danach lehrte Mayer bis 1936 als Dozent Kanonisches Recht an der Theologischen Hochschule Beuron. Dort hatte er auch das Amt des Vizerektors inne. 1925/1926 hielt er sich ein Jahr an der Universität in Berlin auf, wo er insbesondere Vorlesungen von Ulrich Stutz besuchte. In Berlin begann auch seine Freundschaft mit dem Kanonisten August Hagen. Nach Beuron zurückgekehrt veröffentlichte Meyer 1927 seine Doktorarbeit über „Die Klöster in Preussen“.
Der abwesende Erzabt Raphael Walzer ernannte Mayer im November 1936 zum Prior von Beuron (und somit seinem Stellvertreter), was er bis April 1938 blieb. Der nachfolgende Beuroner Erzabt Benedikt Baur entsandte ihn 1938 in die Beuroner Neugründung Tonogaoka in Japan. 1939 reiste Mayer weiter in die Vereinigten Staaten und verblieb, überrascht vom Ausbruch des Zweiten Weltkriegs, in der St. Gregory’s Abbey in Shawnee, wo er als Lektor für kanonisches Recht und Pastoral der Benediktinerstudenten tätig war. In der Nachkriegszeit in sein Professkloster Beuron heimgekehrt, nahm er seine akademische Tätigkeit in Beuron wieder auf, zudem war er am Erzbischöflichen Offizialat des Erzbistums Freiburg von 1954 bis 1961 Ehebandverteidiger.
Pater Suso Mayer starb 1963 in Beuron, wo er zuletzt Subprior der Abtei war. Er veröffentlichte zahlreiche theologische Schriften (ca. 50 Titel) und gab unter anderem ab 1953 die vierbändige „Neueste Kirchenrechts-Sammlung“ heraus.

## Schriften (Auswahl)
- Die Klöster in Preußen. Die staatsrechtliche Stellung der Klöster und klösterl. Genossenschaften der kath. Kirche nach dem in Preußen geltenden Recht. (= Görres-Gesellschaft zur Pflege der Wissenschaft im Katholischen Deutschland, Bd. 50).  Schöningh, Paderborn 1927.
- Ehe und Jungfräulichkeit. Verlag Beuroner Kunstschule, Beuron/Hohenzollern 1928, OCLC 865280183.
- Benediktinisches Ordensrecht in der Beuroner Kongregation. Bd. 1–4. Beuroner Kunstverlag, Beuron 1929–1936.
- Tonogaoka Shuodin. In: Benediktinische Monatschrift XXI. Jg. (1939), S. 278–289.
- Braut des Königs. Jungfräulichkeit in Kloster und Welt und Jungfrauenweihe. Beuroner Kunstverlag, Beuron 1956, OCLC 23600278.
- Der Klosterberuf. Ein Ratgeber für solche, die ins Kloster gehen wollen, für Ordensobere und Seelenführer. Beuroner Kunstverlag, Beuron 5. Auflage 1961, OCLC 73539533.
- Neueste Kirchenrechts-Sammlung. Die Gesetze der Päpste, die authentischen Auslegungen der kirchlichen Gesetze und die anderen Erlasse des Heiligen Stuhles seit Erscheinen des Codex iur. can. (1917) gesammelt, nach den Kanones des Cod. iur. can. geordnet und ins Deutsche übersetzt. 4 Bde.: Bd.I: 1917–1929 / Bd.II: 1930–1939 / Bd.III: 1940–1949 / Bd.IV: 1950–1959. Herder, Freiburg im Breisgau 1953–1962.
- Beuroner Bibliographie. Schriftsteller und Künstler während der ersten hundert Jahre des Benediktinerklosters Beuron 1863–1963. Beuroner Kunstverlag, Beuron 1963, OCLC 644104.